# Clase North Carolina
La clase North Carolina fue una serie de acorazados rápidos, de la que se construyeron solo dos unidades: el USS North Carolina (BB-55) y el USS Washington (BB-56) para la armada de los Estados Unidos a finales de los años treinta y principios de los cuarenta. 
En un principio la armada albergaba serias dudas sobre si estos nuevos navíos serían capaces de contrarrestar a sus homólogos japoneses de la clase Kongō (a los cuales suponían capaces de alcanzar una velocidad superior a los 26 nudos), o si tendrían que sacrificar velocidad a cambio de blindaje y potencia de fuego adicionales. El Segundo tratado naval de Londres, firmado el 25 de marzo de 1936, estableció que todos los buques capitales deberían limitar su desplazamiento máximo a una cifra inferior a las 35 560 toneladas métricas, lo que frustró los objetivos iniciales que se habían fijado para esta clase, forzando a la US Navy a considerar un nuevo diseño entre los 50 proyectos que había recibido.
Al final de este largo período de elección de diseños el Comité consultivo de la Armada de los Estados Unidos (General Board of the United States Navy) manifestó su preferencia por un acorazado con una velocidad de 30 nudos (35 mph; 56 km/h), más rápido que cualquier otro en servicio o en construcción en los Estados Unidos, con una batería principal de nueve cañones de 356 mm. El comité consideró que tales barcos podrían cumplir multitud de funciones, que tendrían el blindaje necesario para combatir en primera línea y que desarrollarían la velocidad suficiente como para escoltar portaaviones o para atacar las líneas de tráfico marítimo enemigas. Sin embargo, el Secretario suplente de la armada autorizó una versión modificada de un diseño que ya había sido anteriormente rechazado por el Comité consultivo y que esbozaba un buque capaz de alcanzar los 27 nudos (31 mph; 50 km/h), con doce cañones de 356 mm en 4 torres triples y blindaje como para resistir impactos de ese mismo calibre. En una sorprendente ruptura de lo que hasta entonces habían sido las líneas de diseño tradicionales en la Navy, este diseño sacrificaba blindaje y velocidad a cambio de una mayor potencia de fuego. Después de que los trabajos de construcción se hubieran iniciado, los Estados Unidos observaron con preocupación la negativa japonesa de aceptar la limitación de calibre impuesta por el Tratado de Londres e invocaron la «cláusula de la escalera» para poder montar 9 cañones de 406 mm en los nuevos buques, en lugar de los 12 de 356 mm previstos en el proyecto.
Tanto el North Carolina, como el Washington prestaron valiosos servicios durante la Segunda guerra mundial, cumpliendo multitud de misiones, principalmente en el teatro del Pacífico, donde escoltaron grupos de batalla y realizaron bombardeos costeros. El North Carolina derribó entre 7 y 14 aviones japoneses durante la Batalla de las islas Solomon y más tarde recibió el impacto de un torpedo disparado desde un submarino japonés. Durante la batalla de Guadalcanal, que fue una caótica refriega nocturna, la artillería guiada por radar del Washington alcanzó y hundió al acorazado japonés Kirishima. En febrero de 1943, la proa del Washington resultó aplastada por un choque con el acorazado Indiana, debiendo retirarse para ser reparado. De vuelta al servicio activo, se unió a su gemelo, el North Carolina, para la Batalla del mar de Filipinas.
Después del final de la guerra ambos buques participaron en la operación Operación Alfombra Mágica para repatriar a las tropas estadounidenses desde el teatro del Pacífico. A principios de los años sesenta y tras su pase a la reserva, el North Carolina fue vendido a su estado homónimo para convertirse en barco museo y el Washington se vendió como chatarra.

## Los orígenes del proyecto

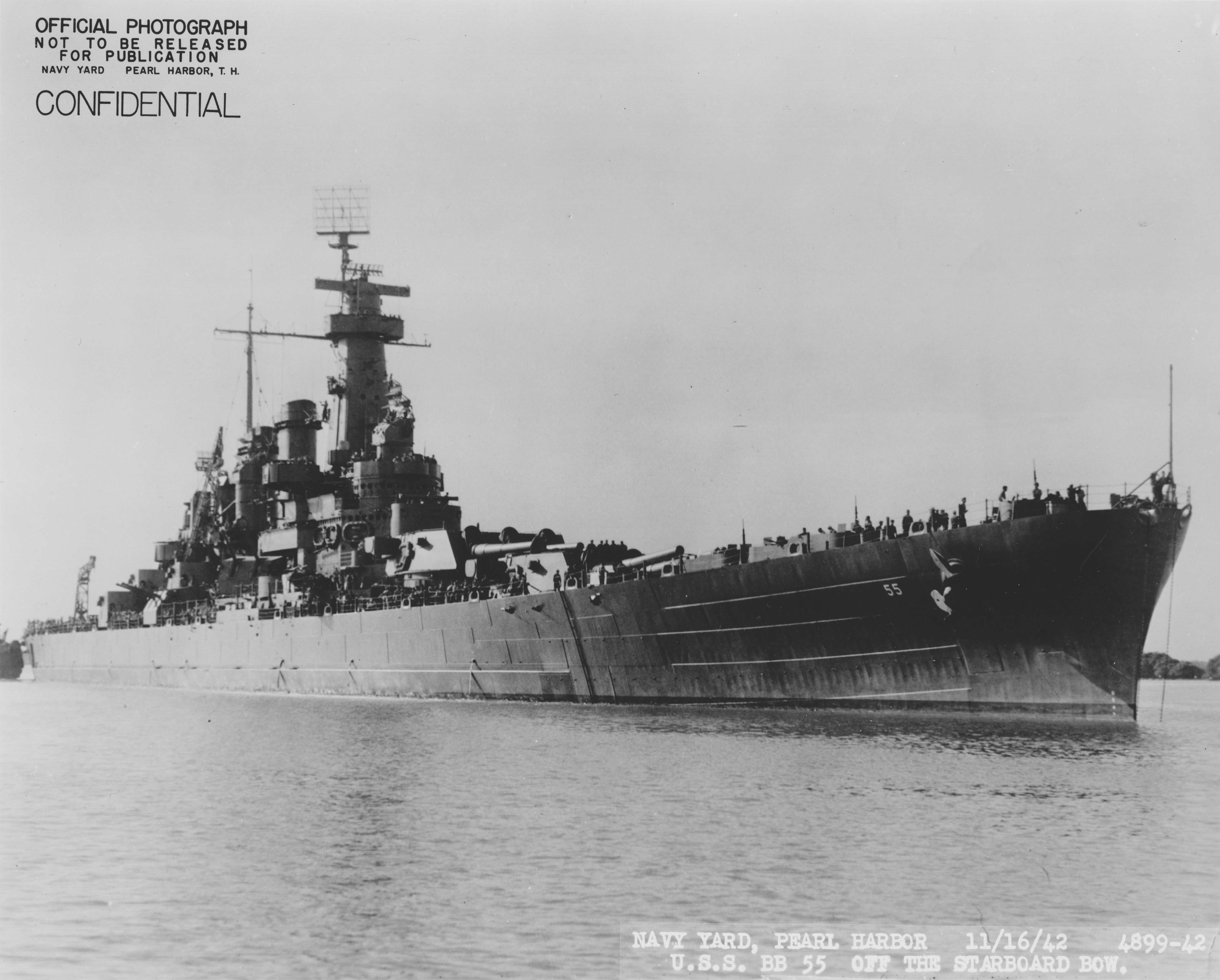
Vista desde el costado de estribor del USS North Carolina

Después del final de la Primera Guerra Mundial, la mayoría de los países continuaron y expandieron los programas de construcción naval iniiciados durante el conflicto. Los Estados Unidos anunciaron en 1916 la construcción de 6 unidades de la clase South Dakota; en diciembre de 1918, el gobierno del presidente Woodrow Wilson ordenó construir 10 acorazados y 6 cruceros adicionales. Entre 1919 y 1920 el Comité consultivo de la US Navy propuso la adquisición de 2 acorazados y 1 crucero para el año fiscal de 1921 y 3 acorazados, 1 crucero, 4 portaaviones y 30 destructores entre los años fiscales 1922 y 1924. En el Reino Unido la Marina real británica ultimaba las órdenes para la construcción de 8 buques capitales: el crucero de la clase G3, puesto en grada en 1921, y los acorazados de la clase N3, cuya construcción se inició en 1922. La marina imperial japonesa se embarcó en 1920 en la materialización del programa «ocho-ocho» que preveía la construcción de 8 acorazados y 8 cruceros acorazados de las clases Nagato, Tosa, Amagi y Kii, a un ritmo de 2 uniddes por año hasta el año 1928.
El enorme coste asociado a estos programas de construcción motivó que el Secretario de estado de los Estados Unidos, Charles Evans Hughes invitase a las delegaciones navales de Francia, Italia, Japón, y Reino Unido para discutir y (con suerte) poner fin a esta carrera armamentística. De la subisguiente Conferencia naval de Washington nació en 1922 el Tratado naval de Washington, que limitaría todos los acorazados futuros a un máximo de 35 000 toneladas de desplazamiento y a un calibre máximo de 406 mm. También decretaba el tratado que ningún país podría construir otro buque capital durante los siguientes 10 años ni reemplazar ningún barco existente hasta que tuviese al menos veinte años de servicio.
El Segundo tratado naval de Londres, firmado en 1936, fue más restrictivo ya que limitó el calibre máximo a 356 mm. Estos tratados influyeron notablemente en el diseño de la clase North Carolina.

## Diseño

### Del proyecto "A" al proyecto "M"
El Comité consultivo de la armada comenzó los estudios para el desarrollo de una nueva clase de acorazados en julio de 1935. Se recibieron tres proyectos:
- El tipo "A" sería un buque de 32 670 toneladas de desplazamiento, armado con 9 cañones de 356 mm en 3 torres triples delante de la superestructura, capaz de alcanzar 30 nudos (35 mph; 56 km/h) y blindado frente a proyectiles de 356 mm.
- Los tipos "B" y "C" excedían las 37 000 toneladas, los 30,5 nudos (35,1 mph; 56,5 km/h) de velocidad máxima y su blindaje también era capaz de resistir proyectiles de 356 mm. Se diferenciaban en el armamento ya que el tipo "B" contemplaba el uso de 12 cañones de 356 mm en 4 torres triples y, el "C", 8 cañones de 406 mm en 4 torres dobles, pero ambos incumplían as limitaciones impuestas por los tratados.
Cuando el Bureau of ordnance de la US Navy introdujo el proyectil pesado de 406 mm los tres proyectos se rediseñaron para poder resistir impactos de este tipo de proyectiles y se redesignaron como "A1", "B1" y "C1", pero el aumento de blindaje trajo consigo un severo incremento en el tonelaje, de modo que el proyecto "A1" estaba ahora solo 510 toneladas por debajo del límite de las 35 000, mientras que los otros dos superaban de largo las 41 000 toneladas.#cite_note-18#cite_note-18
A pesar de que los proyectos cumplían con los requisitos para un "acorazado rápido", el Comité consultivo de la armada no tenía muy claro si realmente era lo que la Armada necesitaba, de modo que solicitó la opinión del Naval War College acerca de si la nueva clase debería ser un acorazado tradicional de 23 nudos o, por el contrario, uno de los proyectos "A1", "B1" o "C1", capaces de lograr velocidades más altas.
Cinco proyectos más fueron presentados a finales de septiembre de 1935, que se designarían de la "D" a la "H". Todos coincidían en ofrecer un buque de 23 a 30,5 nudos de velocidad máxima, ocho o nueve cañones de 356 o 406 mm y un desplazamiento de entre 32 000 y 41 100 toneladas. Los "D" y "E" eran acorazados rápidos con cañones de 406 mm y blindaje frente a ese mismo calibre, pero su desplazamiento excedía los límites del Tratado de Washington. El "F" era un proyecto sorprendente de un híbrido acorazado-portaaviones, con 3 catapultas en la proa y 8 cañones de 356 mm en la popa. El presidente Franklin Delano Roosevelt, quedó impresionado con esta propuesta, pero dado que el buque no contaba con una pista de vuelo en la que pudiesen aterrizar los aviones, estos deberían ser forzosamente hidroaviones (tal y como eran utilizados por la mayoría de los acorazados de la época), con unas prestaciones muy inferiores a los aviones tradicionales al verse lastrados por el sobrepeso de los flotadores, así que la propuesta no fructificó. Los "G" y "H" eran más lentos, unos 23 nudos, con 9 cañones de 356 mm. Sin embargo el tipo "H" era un diseño muy equilibrado y recibió las bendiciones de la Sección preliminar de diseño, del Departamento de construcción y reparación (Bureau of Construction and Repair), pero el Comité consultivo no quería buques rápidos multiusos, así que ambos fueron también desechados.

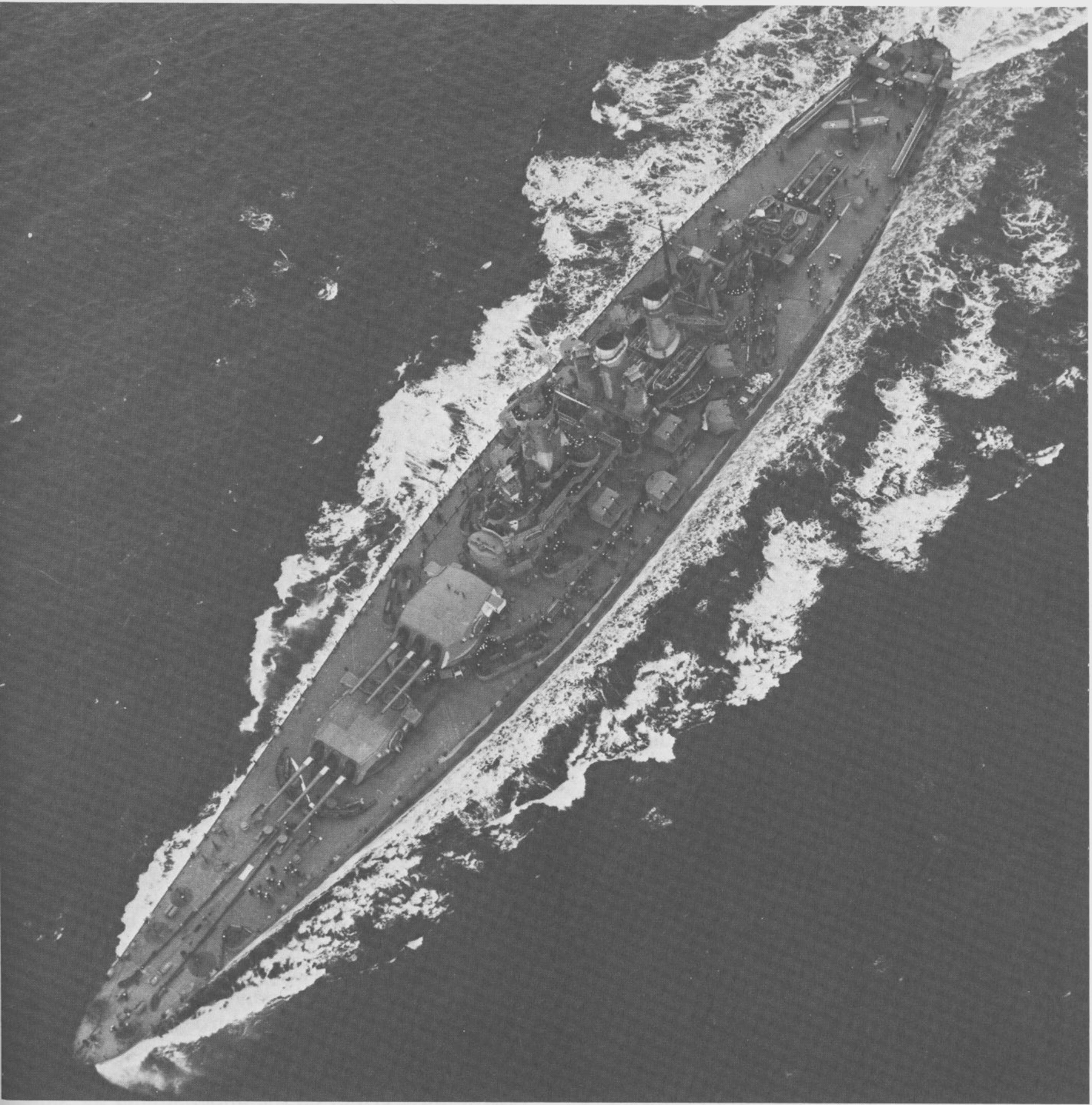
El North Carolina visto desde el aire el 17 de abril de 1942

Todos los diseños mostraban claramente que los ingenieros se enfrentaban a unas limitaciones impuestas por los tratados internacionales que acotaban sus opciones de diseño. Para poder mantenerse dentro del límite de las 35 000 toneladas había básicamene dos opciones: un buque similar al tipo "A1", rápido, pero inferior en armamento y blindaje respecto de sus contemporáneos; u otro diseño que fuese más lento, pero que dispusiera de cañones más potentes (el proveer al buque con blindaje para resistir impactos de 406 mm, manteniendo esas características básicas seguía siendo un problema irresoluble).
La sección preliminar de diseño recibió en octubre 5 propuestas más: "J", "J1", "K", "L" y "M", basadas en el tipo "A" con blindaje adicional o en una versión "B" muy descafeinada. Todos llevaban cañones de 356 mm, prometían alcanzar los 30 nudos y utilizarían 4 torres, pero era obvio que el peso añadido que suponía esa torre extra habría que retraerlo del blindaje, lo que los haría inaceptablemente débiles. 
El "K" era una variación del "A1", con cinturón blindado de 380 mm y de 133 mm en la cubierta, lo que lo haría inmune contra los proyectiles de 356 mm disparado desde una distancia superior a las 11 millas náuticas.
Los "L" y "M" tenían torres cuádruples para ahorrar peso (similar a la clase francesa Dunkerque), con un total de 12 cañones. La única diferencia entre ellas ea que la "M" ahorraba 200 toneladas al colocar una torre a popa, en lugar de agrupar las tres a proa. Esta variación en el diseño permitió aumentar el blindaje de la cubierta a 121 mm, 11 mm más que en el tipo "L".
Muchos oficiales de la armada clamaban por la construcción de 3 o 4 cruceros para escoltar portaaviones y para enfrentarse a los temibles buques de la clase Kongō de la marina imperial japonesa. Estos incluán al Secretario de la armada y Jefe de operaciones navales, almirante William Standley; al director del Naval War College, almirante William S. Pye; a la mayoría de los oficiales comandantes de mayor graduación y a 5 o 6 oficiales situados en puestos estratégicos de la División de planes de guerra. Siguiendo todas estas recomendaciones, el Comité consultivo seleccionó al tipo "K" para continuar el programa de desarrollo.

### Más modificaciones. Del tipo "K-I" al tipo "K-XVI-d"

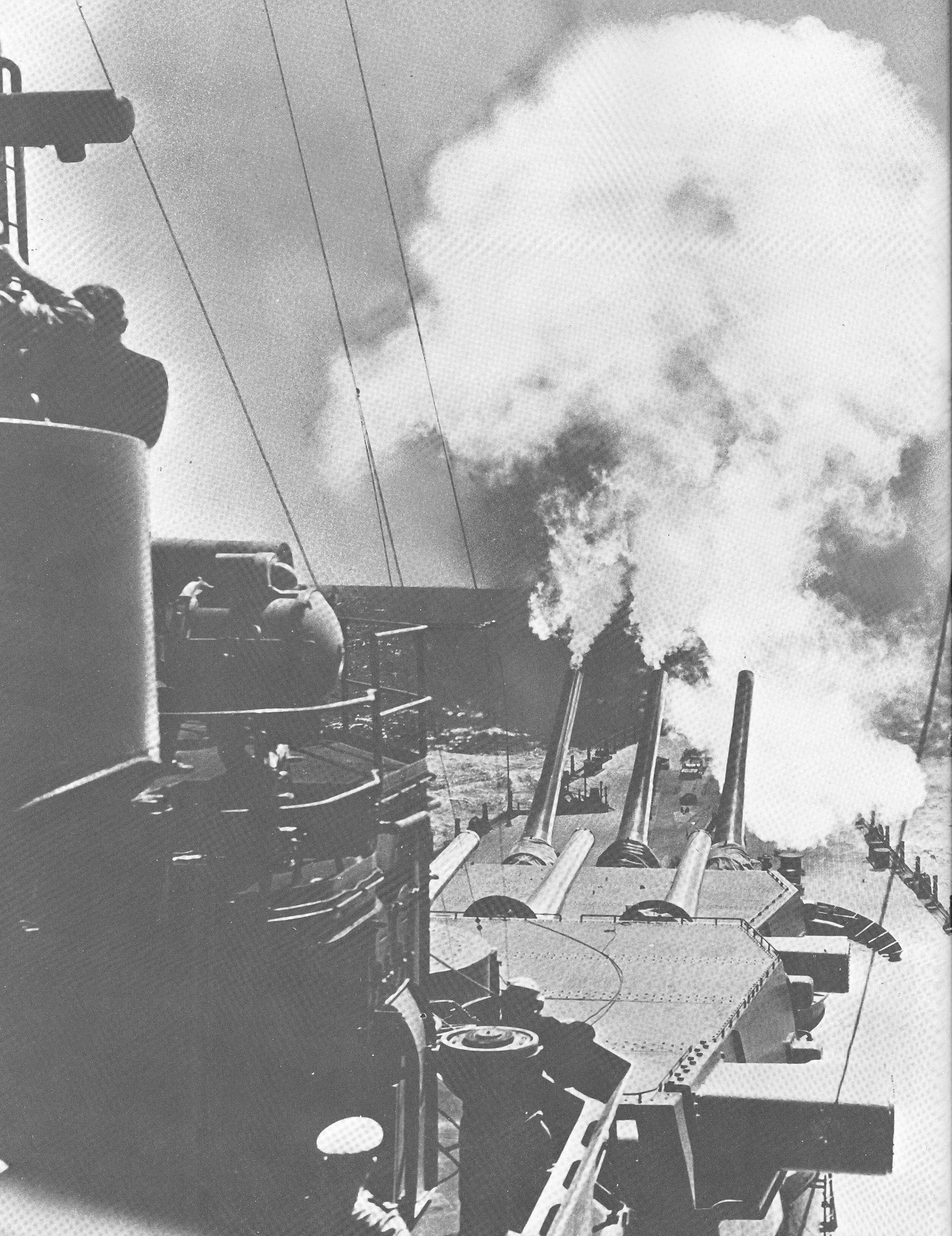
North Carolina disparando una salva con sus tres cañones de la torreta número uno.

Al menos se realizaron 35 modificaciones más en el proyecto "K" (asignándoseles una numeración romana), para reducir el desplazamiento del buque "sobre el papel", eliminando del cálculo todo aquello que no entrase en la definición de «desplazamiento estándar», como por ejemplo los proyectiles de los cañones
El aspecto más debatido del proyecto, el que traía de cabeza tanto a los ingenieros y diseñadores como a los oficiales encargados de supervisarlo, era el número, tipo y disposición del armamento principal del buque. Se propusieron múltiples configuraciones diferentes que iban desde 8 cañones en 2 torres cuádruples, a 9 cañones en 3 torres triples y 8 cañones en 4 torres dobles. Hasta se llegó a contemplar el uso de 10, 11 e incluso 12 cañones.
La versión "XVI", del 20 de agosto de 1936, definía un buque de 218 m de eslora y capaz de lograr 27 nudos, pero las pruebas con un modelo a escala revelaron un problema de diseño ya que las ondas generedas por el barco a esas velocidades podría dejar expuestas partes sensibles de la obra viva, incluyendo la santabárbara. Para complicar más las cosas los cálculos realizados por el Bureau of Ordnance descubrieron debilidades en el blindaje bajo ciertas condiciones de combate, errores en el cálculo de la eficiencia del blindaje frente a bombardeos en picado y escasa protección antitorpedos. Las soluciones a estos problemas eran muy poco prácticas y no se podían reducir a añadir parches de blindaje adicional allí donde eran necesarios porque este interfería con otras estructuras defensivas del buque y, lo que era mucho peor, acercaba su tonelaje al límite fatídico de las 35 000 toneladas. A estas alturas el Comité consultivo de la armada estaba más que harto del desarrollo de buque, calificándolo como "not... a true battleship" por sus problemas de velocidad y blindaje.
Para intentar corregir definitivamente estos contratiempos, se presentaron un conjunto final de diseños (del "K-XVI-b" al "K-XVI-d" a la sección de diseños preliminares, en octubre de 1936. Eran todos modificaciones menores sobre el modelo "K-XVI" y la propouesta ganadora fue la "K-XVIc" con la que quedarían definidas las características definitivas del buque: 221 m de eslora, 30 nudos de velocidad, 12 cañones de 356 mm en 3 torres cuádruples, un cinturón blindado de 284,5 mm y una cubierta con 129,5 mm de blindaje máximo.
Pese a todas estas promesas, el miembro del comité consultivo, el almirante Joseph Reeves, quién había sido uno de los principales desarrolladores de la doctrina de uso de los portaaviones, le desagradó profundamente la propuesta de diseño porque consideraba que no iba a ser lo suficientemente rápido como para actuar de manera coordinada con portaaviones capaces de alcanzar los 33 nudos (38 mph; 61 km/h) ni lo bastante potente como para justificar su elevado coste. En cambio, defendía un desarrollo de la propuesta "XVI", anteriormente rechazada, con mejor protección submarina y parches de blindaje adicional dentro del barco. Reeves le propuso realizar esos cambios al almirante William Standley, Jefe de operaciones navales, quién aprobó el modelo "XVI" modificado, con la esperanza de que fuese aceptada por el Comité consultivo. El único añadido personal realizado por el almirante Standley fue la previsión de instalar cañones de 406 mm en el caso de que se invocase la «cláusula de la escalera» del Segundo tratado naval de Londres.
| Diseño "A". |
| El diseño "A" proponía un buque de 32 770 t, muy por debajo del límite de los tratados, a diferencia de las propuestas "B" y "C". Tenía 3 torres a proa de la superestructura con 3 cañones de 356 mm cada una. Las baterías secundarias eran 12 cañones de 127 mm. |

| Diseño "F" |
| El "F" fue el diseño más sorprendente, una combinación acorazado-portaaviones. Con un desplazamiento de 31 750 t, estaba también muy por debajo del límite. Tres catapultas estarían montadas a proa, con un hangar que podría albergar 10 bombarderos. Tendría asimismo dos torres de 356 mm a popa. |

| Diseño "VII" |
| La modificación "VII" proponía un regreso a los tiempos de los lentos acorazados con una velocidad máxima de 22 nudos. Esa velocidad reducida era consecuencia directa del aumento del blindaje y potencia de fuego, con sus 12 cañones de 356 mm. |

| Diseño "XVI"                                                                                              |
| La propuesta "XVI" fue uno de los bocetos finales y que serviría de base a la forma definitiva del buque. |

### La «cláusula de la escalera»
A pesar de que el Segundo tratado naval de Londres estableció la limitación del calibre a 356 mm, dejó también la puerta abierta a vulnerarlo por medio del uso de la llamada «cláusula de la escalera», incluida a petición de los negociadores estadounidenses para el supuesto de que algún país firmante del Tratado de Washington se negase a adherirse a este límite. Esta provisión permitía a los países firmantes del Segundo tratado de Londres (Francia, el Reino Unido y los Estados Unidos) levantar el veto a las armas de 406 mm si Japón o Italia no ratificaban ese tratado antes del 1 de abril de 1937.
Mientras se barajaban distintas configuraciones para las armas principales de los North Carolina, los diseñadores centraron su atención casi exclusivamente en el uso de cañones de 356 mm, pero las modificaciones introducidas por el almirante Standley hacían posible el salto a cañones de 406 mm, incluso después de que se hubiese iniciado la construcción de ambos buques. Finalmente, el 27 de marzo de 1937, Japón anunció oficialmente su rechazo a la adhesión al Tratado de Londres, abriendo las puertas a la Armada de los Estados Unidos para aumentar el calibre de los North Carolina, pese a que el propio presidente Roosevelt era reacio a ese cambio por las presiones políticas.
El almirante Reeves también se mostró partidario de usar armas de mayor calibre. En una carta dirigida al Secretario de la armada Claude A. Swanson e, indirectamente, al presidente Roosevelt, Reeves argumentó que el cañón de 406 mm era significativamente más potente y letal incidiendo especialmente en que la capacidad de penetrar el blindaje enemigo constituía una ventaja crucial en la guerra en el mar. Para ilustrar la relevancia del concepto, puso como ejemplo la batalla de Jutlandia, durante la Primera Guerra Mundial, donde algunos acorazados eran capaces de sobrevivir a diez o veinte impactos directos, mientras que otros volaron por los aires tras recibir entre 3 y 7 impactos porque los proyectiles fueron capaces de atravesar el blindaje que protegía las torres y las santabárbaras de los buques. Reeves también argumentó que un mayor calibre implicaba un mayor alcance de los proyectiles, lo que permitiría combatir más allá de la línea del horizonte utilizando un avión enlazado por radio como observador aéreo para corregir el tiro de los cañones. Reeves estaba convencido de que si finalmente se montaban cañones de 356 mm estos no serían capaces de perforar el blindaje de los nuevos acorazados construidos (o en proyecto) por las potencias extranjeras.
En un intento desesperado de reconducir la negativa japonesa, el Secretario de estado, Cordell Hull, envió un telegrama el 4 de junio al embajador estadounidense en Japón, Joseph Grew, para que manifestase a las autoridades niponas la voluntad de los Estados Unidos en mantener el veto sobre los cañones de 406 mm si Japón hacia lo propio. El gobierno japonés respondió que solo aceptaría ese compromiso si se establecía igualmente una paridad en el número de acorazados entre los Gran Bretaña, EE. UU. y Japón. Esta condición era inaceptable.
El 24 de junio se ordenó el inicio de la construcción de los dos North Carolina y el 10 de julio se dispuso que ambos llevarían cañones de 406 mm

## Especificaciones

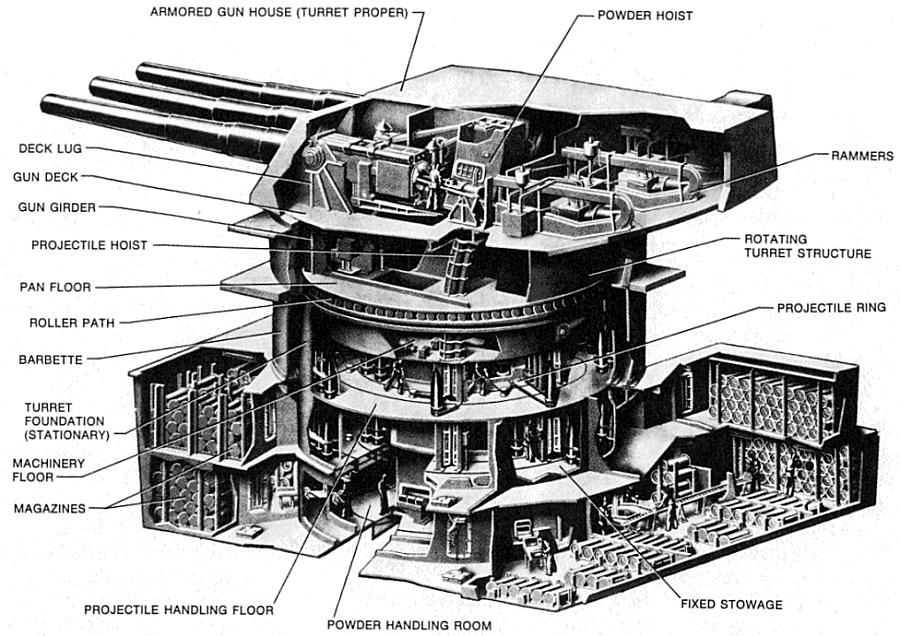
Corte transversal de una de las torres triples de 406 mm de la clase North Carolina

### Armamento
Las armas principales de los dos North Carolina eran los cañones de 406 mm (16"/45 Mark 6) y los de 130 mm Mark 28 Mod 0. Su armamento secundario consistió en un número variable de cañones de 28 mm, ametralladoras antiaéreas de 12,7 mm, cañones Bofors de 40 mm y Oerlikon de 20 mm.

#### Baterías principales
Los 9 cañones de 406 mm eran versiones mejoradas respecto de las primeras unidades producidas, de ahí el apelativo "Mark 6". Una de las principales ventajas del modelo "Mark 6" era su capacidad para disparar un proyectil perforante de 1,2 toneladas. Este proyectil, disparado con una carga completa de propelente, lograba una velocidad inicial de 701 m/s y de 549 m/s si era disparado con media carga. La vida útil de los cañones era de 395 disparos usando munición perforante (AP) y de 2860 si usaba munición de prácticas. Las torres giraban a 4 grados por segundo y podían describir un arco de 150° a cada lado del barco. Podía elevar sus cañones a un máximo de 45° y a un mínimo de -2º.
Cada cañón medía 18,70 m de longitud. El alcance máximo con munición AP y disparo a 45° de elevación era de 33,7 km. Con esa misma elevación un proyectil ligero de 860 kg volaría durante 36,74 km. Los cañones pesaban 87 230 kg cada uno y sin incluir la recámara. Las torres, totalmente equipadas, tenían un peso superior a las 1400 toneladas.

#### Baterías secundarias
Los North Carolina llevaban 10 cañones de 127 mm Mark 28 Mod 0. Fabricados en los años treinta y originalmente diseñados para ser montados en destructores, estos exitosos cañones armaron a multitud de barcos estadounidenses durante la Segunda Guerra Mundial. Considerados un arma robusta y precisa, fue instalada en casi todos los buques construidos entre 1934 y 1945.
Tenían una doble función pues eran capaces de atacar blancos de superficie y también de actuar como artillería antiaérea con un alto grado de éxito. Las pruebas de tiro realizadas a bordo del North Carolina en 1941 demostraron que estos cañones podían abatir con relativa facilidad aviones a una distancia máxima de 3700-4000 m, que era el doble de distancia a la que podía conseguir derribos el antiguo cañón antiaéreo de 127 mm al que este sustituyó.
Cada cañón de 127 mm pesaba 1800 kg sin la recámara y el montante completo en el que estaban instalados pesaba alrededor de la 70 toneladas. Medían 5,68 m de longitud y la velocidad inicial de los proyectiles rondaba los 792 m/s, debiendo ser reemplazado su cañón cada 4600 disparos. El ángulo de elevación máximo y mínimo era de -15° y 85°, moviéndose a 15°/s. Los puestos artilleros más próximos a la proa y popa podían describir un arco de -150° a 150°, mientras que los instalados en la superestructura estaban restringidos a entre -80° y 80°, con una velocidad de giro de 25°/s.

#### Armamento ligero

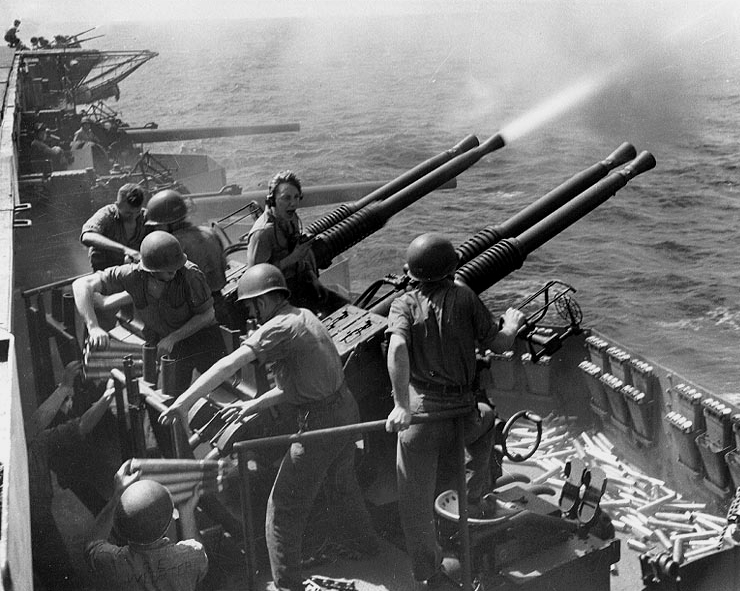
Cañones de 40 mm abriendo fuego a bordo del Hornet en 1945

El restante armamento a bordo de los North Carolina estaba compuesto por un número variable de cañones de 28 mm, ametralladoras de 12,7 mm, cañones Bofors de 40 mm y cañones Oerlikon de 20 mm. A pesar de que los barcos estaban originalmente diseñados para llevar sólo 4 puestos cuádruples de cañones de 28 mm y 12 ametralladoras de 12,7 mm, la experiencia en batalla hizo que esos números se incrementasen notablemente a lo largo de la guerra.
En ambos barcos se instalaron 2 puestos adicionales de cañones cuádruples antiaéreos de 28 mm. Después de que el North Carolina fuese torpedeado en 1942, estos puestos se desmontaron y se sustituyeron por puestos cuáruples de cañones de 40 mm. En junio de 1943 ya había a bordo 14 de estos cañones y en noviembre se instaló un décimo quinto sobre la tercera torre principal. El Washington retuvo su seis puestos de 28 mm hasta mediados de 1943, cuando se reemplazaron por diez puestos cuádruples de 40 mm, llegando a 15 en el mes de agosto. Los dos barcos mantuvieron estas armas durante el resto de la guerra.
Las ametralladoras de 12,7 mm no tenían la potencia necesaria para combatir a los modernos aviones japoneses y se propuso su sustitución por cañones de 20 mm en puestos cuádruples, aunque durante algún tiempo ambos tipos convivieron en los buques. De hecho tanto el North Carolina, como el Washington portaron ambos tipos durante todo 1942. En abril de 1943 el North Carolina tenía 40 ametralladoras de 12,7 mm y 12 cañones de 20 mm, mientras que el Washington tenía 20 y 12. El Washington tuvo 64 cañones de 20 mm en abril de 1943 y el North Carolina 53 en marzo de 1944.

### Electrónica

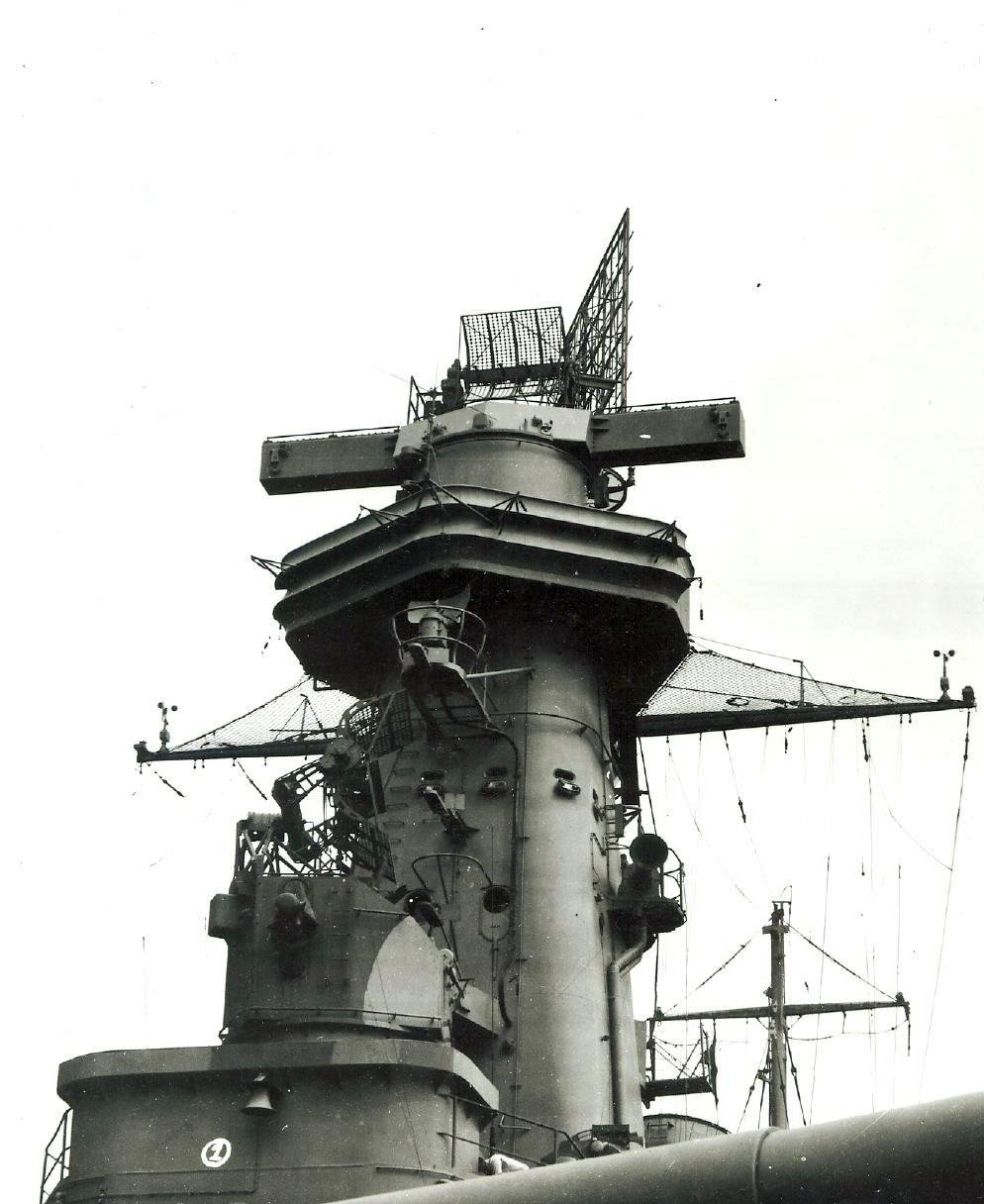
El mástil principal del Washington, el 18 de agosto de 1942, en Nueva York, con el radar de búsqueda en su parte superior.

Tanto el North Carolina, como el Wahignton se diseñaron antes de la aparición del radar y fueron equipados inicialmente con sistemas de navegación y de control de fuego ópticos. Fue en marzo de 1944 cuando se reemplazaron por un radar de microondas Mark 27, apoyado por una dirección de tiro Mark 3 para el control de sus cañones principales. Los telémetros ópticos fueron sustituidos por cañones adicionales de 20 mm entre 1941 y 1942. Adicionalmente se les instalaron dos direcciones de tiro Mark 38, un radar CXAM para búsqueda aérea y 2 direcciones de tiro Mark 3 y 3 Mark 4 para el control de sus baterías secundarias.
En noviembre de 1942 el North Carolina recibió otro Mark 4 y un radar de búsqueda de superficie SG. En 1944 el equipamiento electrónico a bordo del North Carolina incluía un radar SK y SG de búsqueda aérea y de superficie respectivamente, un radar SG de reserva y varias direcciones de tiro Mark 8 para su artillería principal, quedando las Mark 4 para la secundaria. Las viejas Mark 3 continuaron a bordo como equipo de reserva en caso de fallo de los Mark 8. Un plato SK-2 reemplazó al más antiguo radar SK y las nuevas Mark 12 y Mark 22 sustiuyeron a las Mark 4 en septiembre de 1944. El Washington recibió un equipo similar, a excepción del radar SK-2.
Ambos barcos fueron sometidos a profundas modernizaciones de sus equipos electrónicos tras la finalización de la guerra. El North Carolina recibió un radar de búsqueda secundario SR y un radar de búsqueda SCR-720 en su chimenea delantera. Al final de la guerra tenía un radar SP de búsqueda en superficie, un SK-2 de búsqueda aérea, una dirección de tiro Mark 38 para las baterías principales, una dirección de tiro Mark 37 para las secundarias y un Mark 57 para las armas de pequeño calibre. En marzo de 1946 el Washington tuvo un radar SK a proa y un SR a popa, dos SG y un interferidor TDY que podía enmarañar la señal de radar de otros buques.

### Propulsión
Los barcos en la clase de Carolina del Norte estuvieron equipados con 4 turbinas General Electric y 8 calderas Babcock & Wilcox. La planta motriz incorporó las más recientes innovaciones en turbinas y sistemas de vapor a alta presión. Para poder cumplir con el requisito inicial de lograr una velocidad de 27 nudos, los motores de los North Carolina desarrollaban una potencia de 115 000 Cv, pero la aplicación de los nuevos desarrollos hizo aumentar la potencia hasta los 121 000 Cv.#cite_note-49#cite_note-49    A pesar de este aumento, la velocidad máxima no varió ya que el equipamiento propulsor no estaba preparado para transformar esa potencia extra.

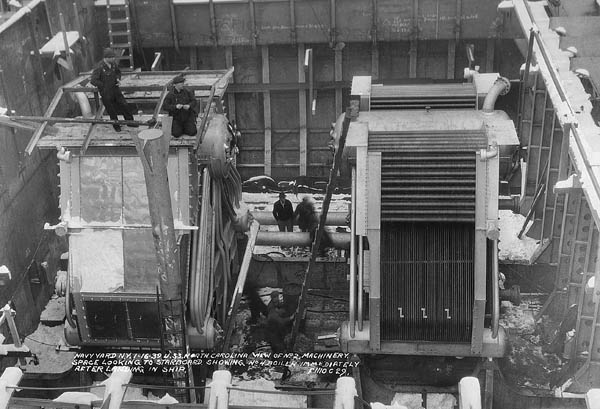
Sala de máquinas n.º 2 del North Carolina, visto desde el lado de babor el 16 de enero de 1939. La caldera n.º 4 acababa de ser instalada.

El sistema propulsor estaba dividido en 4 salas de máquinas que hacían girar las 4 hélices del buque. Cada sala contenía una turbina y 2 calderas sin espacio divisorio entre ambas. Las salas de máquinas tenían diseños distintos: la n.º 1 y 3 tenían la turbina en el lado de estribor y las calderas en el de babor, justo al contrario que las salas n.º 2 y 4. La sala de máquinas situada más a proa hacía girar la hélice exterior de estribor, la segunda sala hacía girar el eje de transmisión de la hélice exterior de babor, la tercera impulsaba a la hélice interior de estribor y la cuarta y última sala de máquinas impulsaba la hélice interior de babor. Las hélices tenían 4 palas, las exteriores de 4,674 m de diámetro y las dos interiores de 5,067 m. Disponía de 2 timones.
Cuando se autorizó su construcción ambos barcos tenían prevista una velocidad máxima de 28 nudos (32 mph; 52 km/h). En 1945, tras la adición de numeroso equipamiento defensivo antiaéreo, su velocidad máxima se vio reducida a 26,8 nudos (30,8 mph; 49,6 km/h). El incremento en el peso también limitó su autonomía, pasando de 32 320 km a una velocidad de crucero de 15 nudos (17 mph; 28 km/h), a 30 220 km en 1945. A una velocidad de crucero de 25 nudos (29 mph; 46 km/h) su autonomía era mucho más reducida, de solo 10 630 km.
El suministro eléctrico estaba garantizado por 8 generadores diésel diseñados para su uso naval. 4 de estos generadores eran capaces de proporcionar 1250 kW/h y los otros 4 suministraban 850 kW/h. Otros dos generadores más pequeños (de 200 kW/h) se mantenían en reserva.
La producción eléctrica total (sin incluir a los generadores de emergencia) era de 8400 kW de corriente alterna a 450 vóltios.

### Blindaje

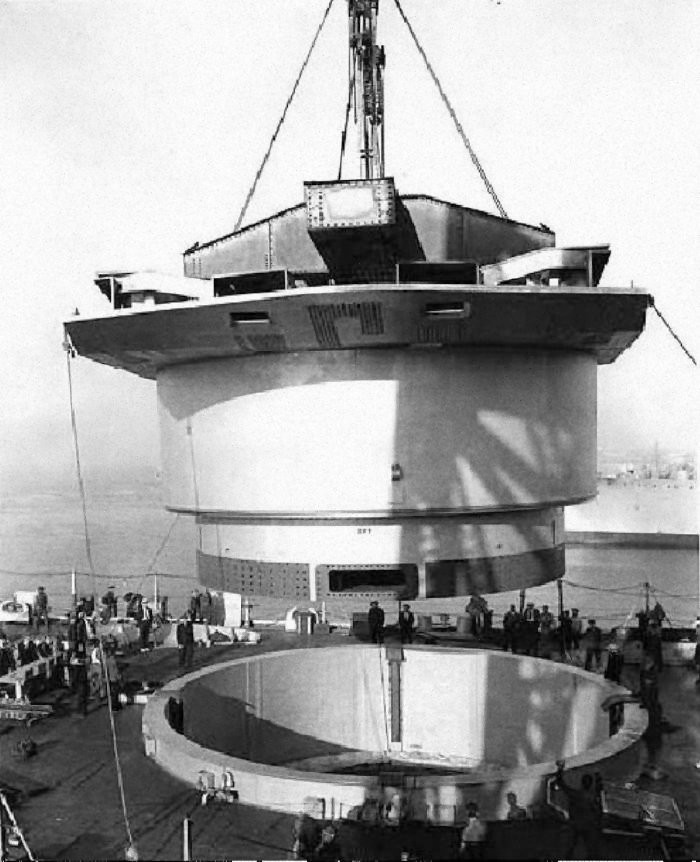
Una de las torres principales del Washington', mientras es colocada en el buque. A destacar el grosor del mamparo blindado (290-410 mm)

El North Carolina y el Washington tenían un blindaje del tipo «todo o nada» que suponía el 41 % del tonelaje total del buque. Constaba de una bañera blindada que se extendía desde la proa de la torre n.º 1, hasta la popa de la torre n.º 3. Tenían un cinturón blindado de 300 mm, con una inclinación de 15º; la cubierta principal tenía un blindaje de 37 mm, la segunda cubierta tenía el blindaje más grueso (130 mm), y la tercera solo 16 mm. La cubierta principal estaba diseñada para hacer detonar los proyectiles de explosión retardada, mientras que el grueso cinturón blindado protegía el equipamiento interno del buque. La tercera cubierta prestaba protección contra la metralla que pudiera haber penetrado la segunda y servía de soporte a la protección antitorpedos. El puente de mando estaba blindado con 410 mm de acero a cada lado, 370 mm en su parte frontal, 180 mm en el techo y 99 mm en el mamparo trasero.
Las torres principales también estaban fuertemente blindadas, 410 mm en su cara frontal, 230 mm en los laterales, 300 mm en su parte trasera y 180 mm en el techo.
Las planchas de 410 mm que protegían la cara frontal de las baterías principales eran del máximo grosor que podían ser fabricadas en el año en que se diseñó el buque. Sin embargo en 1939 ya era posbile fabricar planchas aún más gruesas (de hasta 457 mm). Los pozos que contenían las torres prinfipales tenían un blindaje de 370 mm en su parte frontal, de 410 mm en los laterales y de 290 mm en la trasera. Las baterías de 127 mm estaban encalustradas en torres con un blindaje de 50 mm.

## Modificaciones y objetivos de posguerra

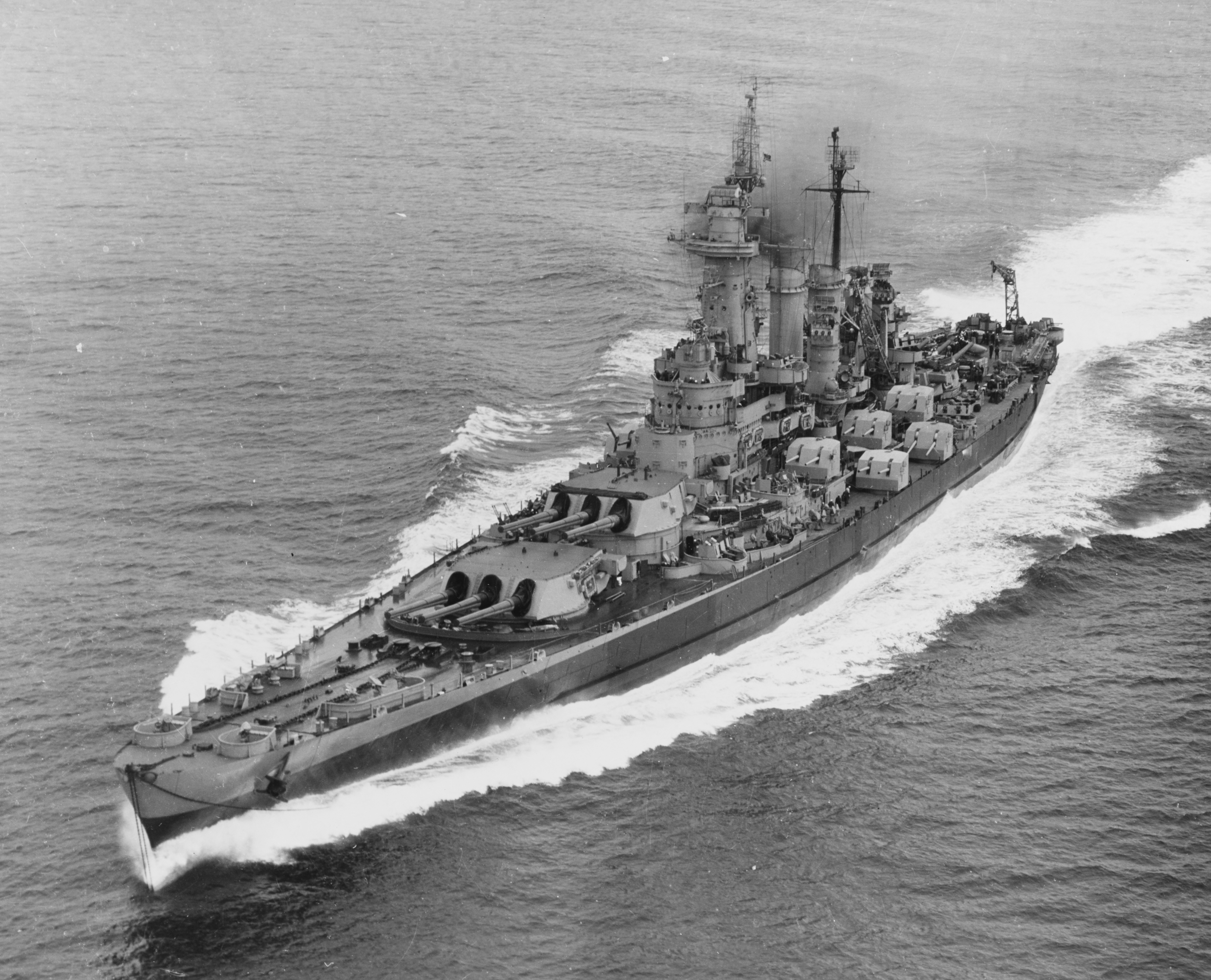
El USS Washington (BB-56) en Puget Sound el 10 de septiembre de 1945

Permanecieron en activo tras la finalización de la guerra y ambos pasaron a la flota de reserva el 27 de junio de 1947.
En mayo de 1954, tras la guerra de Corea, se presentó una propuesta para la reactivación de ambos buques pues se estimó que sería una valiosa incorporación a la flota, sobre todo si se conseguía hacerlos más rápidos, pero la complejidad y el elevado coste de esa adecuación hizo que se desestimase el proyecto, habida cuenta de que se trataba de barcos que habían estado fuera de servicio durante 10 años.
Cálculos posteriores demostraron que era posible aligerarlos desde las 44 000 toneladas a solo 40 000 y en ese caso una planta motriz similar a los de la clase Iowa hubiese sido lo bastante potente para lanzarlos a más de 31 nudos. Sin embargo no tenían espacio interno suficiente como para alojar los motores de los Iowa y tampoco podían colocárseles hélices más grandes por lo que al final no se emprendió ningún trabajo.
También se barajaron propuestas para convertirlos en portahelicóteros, con un coste de las obras superior a los 30 millones de dólares. Habrían sido capaces de embarcar 28 helicópteros y 1880 soldados. Todos los cañones de 406 mm se habrían desmontado y se conservaría solamente la torre número 3 por cuestiones de estabilidad. También se instalarían 16 cañones de 76 mm en montajes dobles. Se estimó que los barcos podrían servir durante un período de 15 a 20 años más con esta configuración, con un coste anual de mantenimiento de 440 000 dólares. Finalmente se decidió que un portahelicópteros diseñado como tal sería mucho más útil y eficiente.

### Buques de la clase
• North Carolina
• Washington